# Joanna Dittmann
Joanna Dittmann, née le 9 février 1992, est une rameuse polonaise.

## Palmarès

### Championnats du monde
- 2017 à Sarasota,  États-Unis
  -  Médaille d'argent en quatre de pointe

### Championnats d'Europe
- 2019 à Lucerne,  Suisse
  -  Médaille de bronze en quatre de pointe
- 2018 à Glasgow,  Royaume-Uni
  -  Médaille de bronze en quatre de pointe
- 2017 à Račice,  République tchèque
  -  Médaille d'argent en quatre de pointe
- 2014 à Belgrade,  Serbie
  -  Médaille de bronze en quatre de couple